# یانگ‌وون
پادشاه یانگ‌وون (به کره‌ای: 양원태왕)، (زاده: ۵۳۸؛ سلطنت: ۵۴۵~۵۵۹ میلادی)؛ بیست و چهارمین امپراتور گوگوریو، شمالی‌ترین از سه پادشاهی کره بود. او پسر ارشد پادشاه آن‌وون بود. در طول سلطنت پادشاه یانگ‌وون، گوگوریو به تدریج، به علت جنگ‌های داخلی ضعیف شد و مجبور شد اقدامات فوری متعددی برای جلوگیری از تهاجمات خارجی انجام دهد، و در نهایت منطقه سئول را به اتحاد دو پادشاهی دیگر (بکجه و شیلا) از دست داد.
او از زمان تولدش باهوش و خردمند بود. با بزرگ شدنش شجاعتش از دیگران پیشی گرفت و در ژانویه ۵۳۳ ولیعهد شد. در طول سلطنت پادشاه یانگ‌وون گوگوریو به دلیل درگیری‌ها و شورش‌های داخلی بین قدرت‌های سیاسی و در سطح خارجی حمله گوک‌ترک‌ها و از دست دادن چندین دژ دوران افول را سپری کرد. شورش‌ها و جنگ‌های داخلی در زمان او دلیل شکست‌های گوگوریو بود، زیرا اگر گوگوریو حتی کمی متحد بود هرگز شکست نمی‌خورد، و این در جنگ‌های گوگوریو–سویی و جنگ‌های گوگوریو–تانگ بعدها مشخص شد.

## خانواده
- پدر: پادشاه آن‌وون (به کره‌ای: 안원태왕)
  - پدربزرگ: پادشاه مونجامیونگ (به کره‌ای: 문자명태왕)
- مادر: بانوی میانه (به کره‌ای: 중부인)
- همسر ناشناس
  - پسر: شاهزاده یانگسونگ (به کره‌ای: 양성)

## زندگی و سلطنت
او درسال ۵۳۳ میلادی، سومین سال سلطنت پادشاه آن‌وون، به عنوان وارث تاج و تخت تأیید شد. اگرچه او وارث بود، اما گفته می‌شود که پس از مرگ پدرش نتوانست به سادگی قدرت را به دست گیرد. پادشاه آن‌وون سه زن داشت و چون اولی برای او پسری به دنیا نیاورد، سایر ملکه‌ها تلاش کردند تا پسرشان را بر تخت سلطنت بنشانند. حامیان پادشاه یانگ‌وون در مبارزه نظامی پیروز شدند و او توانست به تاج و تخت برسد.
پادشاه یانگ‌وون درسال ۵۴۷ میلادی برای جنگ آماده شد، دژ بگام را بازسازی کرد و دژ شین را تعمیر کرد. در سال ۵۴۸، او ۶٫۰۰۰ سرباز را به دژ دوکسان بکجه فرستاد، اما ژنرال شیلا جوجین رهبری ارتش امدادی را بر عهده داشت و حمله گوگوریو شکست خورد. درسال ۵۵۰ میلادی، بکجه به دژ دوسال حمله کرد و آن را غارت کرد. گوگوریو ضد حمله کرد و به دژ گومهیون بکجه حمله کرد، اما شیلا از این فرصت استفاده کرد و دو دژ دیگر گوگوریو را تصرف کرد.
درسال ۵۵۱ میلادی، امپراتوری نوظهور گوک‌ترکها از آسیای مرکزی حمله کرد و دژ شین را محاصره کرد. که نتوانستند آن را بگیرند، به جای آن به دژ بگام حمله کردند. در این هنگام، پادشاه یانگ‌وون ژنرال خود «گو هول» و ۱۰٫۰۰۰ سرباز را علیه گوک‌ترک‌ها فرستاد. آنها ۱٫۰۰۰ نفر را کشتند یا اسیر کردند. در همان سال، شیلا بار دیگر حمله کرد و ده ناحیه از منطقه سئول کنونی را تصرف کرد. درسال ۵۵۲ میلادی دژ جانگ‌آن ساخته شد. در سال ۵۵۴ میلادی، نیروهای پادشاه یانگ‌وون به دژ آنگچون در بکجه حمله کردند، اما موفق به تصرف آن نشدند.
درسال ۵۵۳ میلادی، ون‌شوآن، امپراتور چی شمالی، سفیر کوی‌لیو را به گوگوریو فرستاد تا غیرنظامیان چینی را که از ناآرامی‌ها در پایان وی شمالی فرار کرده بودند، به گوگوریو بازگرداند. وقتی دربار پادشاه یانگ‌وون نپذیرفت، کوی‌لیو عصبانی شد و پادشاه یانگ‌وون را با مشت روی صندلی‌اش زد. پادشاه یانگ‌وون که ترسیده بود از امتناع خود عذرخواهی کرد و با بازگرداندن پنج هزار خانوار موافقت کرد.
درسال ۵۵۷ میلادی، پادشاه یانگ‌وون شاهزاده یانگسونگ را به عنوان وارث تاج و تخت تعیین کرد. در دهمین ماه قمری همان سال، فرمانده گون‌جوری قلعه هواندو شورش کرد، اما شورش سرکوب شد و او اعدام شد. پادشاه یانگ‌وون درسال ۵۵۹ میلادی پس از پانزده سال سلطنت درگذشت.

### چرایی شکست از اتحاد بکجه-شیلا
عصر طلایی گوگوریو که با پادشاه گوانگ‌گه‌تو بزرگ آغاز شده بود ،با مرگ پادشاه آنجانگ به پایان رسید. به طور خاص، جنگ داخلی بین بستگان پادشاه آن‌وون پس از مرگ او منجر به فاجعه‌ای شد که حدود ۲۰۰۰ کشته بر جای گذاشت. نیروهایی که با هم درگیر شدند، خانواده‌های همسران دوم و سوم پادشاه آنجانگ،  آنها جناح‌های چوگون و سگون، بودند. با پیروزی نیروهای چوگون، پیونگ سونگ، پسر همسر دوم، به سلطنت رسید. به همین دلیل، می‌توان دلیل اصلی شکست‌ گوگوریو در حفظ سرزمینش را درگیری های داخلی دانست‌.